# Журавльов Василь Миколайович
Журавльов Василь Миколайович — російський кінорежисер. Народний артист Кабардино-Балкарської АРСР (1959). Заслужений діяч мистецтв Росії (1976).
Народився 2 серпня 1904 р. в м. Рязані. В 1919—1922 рр. перебував у Червоній Армії. Закінчив Державний технікум кінематографії (1927, Москва).
В 1954—1957 рр. був у Китайській Народній республіці головним радником з питань кінематографії. Член Спілки кінематографістів Росії.

## Фільмографія
Працював на кінофабриці «Совкино», кіностудії «Союздетфильм» (1937—1947), де створив стрічки:
- «Кордон під контролем» (1937),
- «Боротьба триває» (1938),
- «Космічний рейс»,
- «Загибель «Орла»» (1940),
- «П'ятнадцятилітній капітан»  (1945) тощо, на Московській студії науково-популярних фільмів (1948—1951) й кіностудії «Мосфільм».
- «У небі тільки дівчата» (1967)

Поставив на Київській кіностудії художніх фільмів кінокартину «Нерозлучні друзі» (1953)